# Mežiško narečje
Mežiško narečje (mežiščina) je narečje slovenskega jezika, ki spada v koroško narečno skupino. Govori se v trikotniku med Črno na Koroškem in Dravogradom. Najpomembnejši kraji na območju mežiškega narečja so Ravne na Koroškem, Prevalje in Mežica. 